# Glenea rufescens
Glenea rufescens är en skalbaggsart som beskrevs av Stefan von Breuning 1961. Glenea rufescens ingår i släktet Glenea och familjen långhorningar. Inga underarter finns listade i Catalogue of Life.